# Евхариус Казимир фон Льовенщайн-Вертхайм-Вирнебург
Евхариус Казимир фон Льовенщайн-Вертхайм-Вирнебург (на немски: Eucharius Kasimir, Graf von Löwenstein-Wertheim-Virneburg; * 22 март 1668, Вертхайм; † 1 януари 1698, Еслинген) от фамилията Вителсбахи, е граф на Льовенщайн-Вертхайм-Вирнебург.

## Живот
Той е син на граф Лудвиг Ернст фон Льовенщайн-Вертхайм-Вирнебург (1627 – 1681) и съпругата му Катарина Елизабет фон Сайн-Витгенщайн-Хомбург (1639 -1671), дъщеря на граф Ернст фон Сайн-Витгенщайн-Хомбург (1599 – 1649) и първата му съпруга графиня Елизабет фон Сайн-Витгенщайн (1609 – 1641).
Евхариус Казимир се жени на 30 април 1693 г. в Гайлдорф за графиня Юлиана Доротея Луиза фон Лимпург-Гайлдорф (* 8 май 1677, дворец Шмиделфелд; † 4 октомври 1734, Гайлдорф), дъщеря на наследствения имперски шенк граф Вилхелм Хайнрих фон Лимпург-Гайлдорф (1652 – 1690) и Елизабета Доротея фон Лимпург-Гайлдорф (1656 – 1712).
Евхариус Казимир умира на 1 януари 1698 г. на 29 години в Еслинген. Вдовицата му Юлиана Доротея Луиза се омъжва втори път на 5 октомври 1700 г. за граф Йохан Йозеф Вилхелм фон Вурмбранд-Щупах (* 18 февруари 1670; † 17 декември 1750), имперски дворцов президент.

## Деца
Евхариус Казимир и Юлиана Доротея Луиза имат една порастнала дъщеря:
- Юлиана Доротея Луиза (* 8 юли 1694, Вертхайм; † 15 февруари 1734, Шлайц), омъжена на 7 март 1721 г. в Гайлдорф, Щутгарт за граф Хайнрих I Ройс-Шлайц (* 10 март 1695; † 6 декември 1744), имат дъщеря:
  - Луиза Ройс цу Шлайц (* 3 юли 1726; † 28 май 1773), чрез женитби принцеса на Саксония-Гота-Алтенбург
- Вилхелмина Кристина (*/† 1695, Гайлдорф)
- син (*/† 26 юли 1698, Вертхайм)